# صوفي ترودو
صوفي ترودو هي موسيقية كندية، ولدت في القرن العشرين في كندا.

## وصلات خارجية
- صوفي ترودو على موقع IMDb (الإنجليزية)
- صوفي ترودو على موقع ميوزك برينز (الإنجليزية)
- صوفي ترودو على موقع ديسكوغز (الإنجليزية)